# Anadyrgolf
Der Anadyrgolf (russisch Ана́дырский зали́в/Anadyrski saliw, auch Golf von Anadyr) ist eine Meeresbucht des Beringmeeres in Ostsibirien.

## Geografie

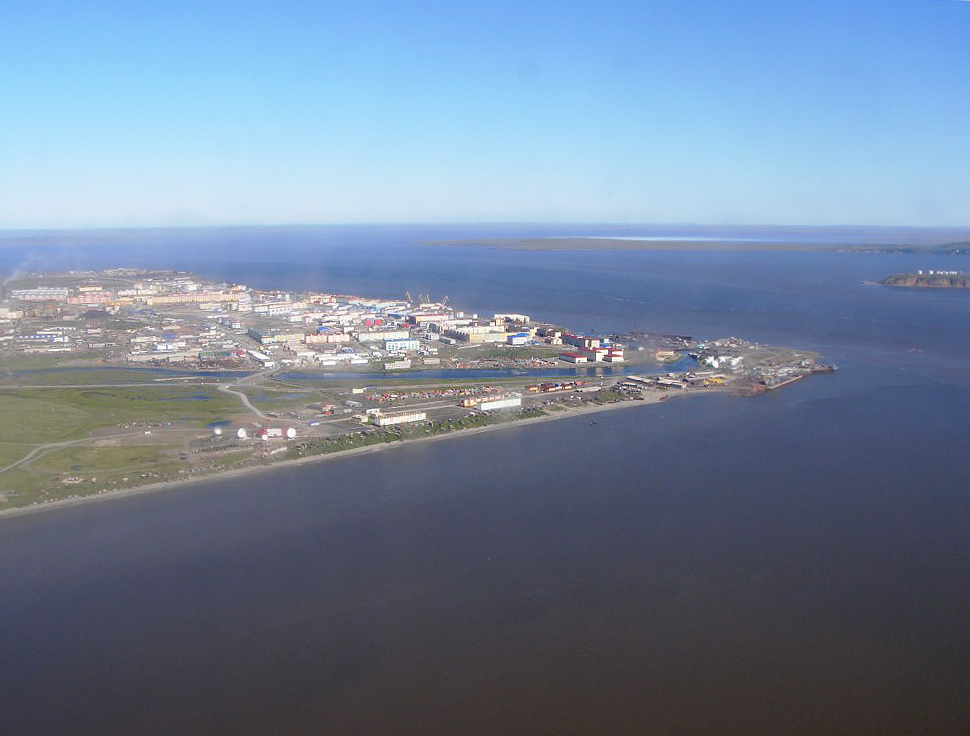
Der Anadyr-Liman mit der Stadt Anadyr

Der Anadyrgolf ist die größte Bucht an der Westküste des Beringmeeres. Der Golf liegt im Nordosten Sibiriens und schneidet hier in das Anadyrtiefland, zwischen den Ausläufern des Korjakengebirges im Süden und der Tschuktschen-Halbinsel im Norden, ein. Die südliche Grenze des Golfes bildet das Kap Nawarin (Мыс Нава́рин). Nördlich hiervon befinden sich der Anadyr-Liman, an welchem die gleichnamige Stadt Anadyr liegt. Nördlich dieser teilt sich der Anadyr-Liman in zwei Buchten; die Onemen-Bucht (залив Онемен), in welche die Flüsse Anadyr und Welikaja münden, sowie den Kantschalan-Liman (Канчаланский лиман), in den der gleichnamige Fluss Kantschalan mündet. Weiter östlich entlang der Küstenlinie befindet sich im äußersten Norden des Anadyrgolfes die Kreuz-Bucht (Залив Креста), an welcher die Siedlung Egwekinot liegt. Die nordöstliche Grenze des Anadyrgolfes bildet das Kap Tschukotka (Мыс Чуко́тский).
Der Golf ist etwa 400 Kilometer breit, 278 Kilometer lang und hat eine maximale Wassertiefe von 105 Metern. Der Tidenhub beträgt bis zu 3 Meter. Im Durchschnitt friert der Golf für zehn Monate im Jahr zu.